# Catoira (parroquia)
Catoira (oficialmente San Miguel de Catoira) es una parroquia española del municipio de Catoira, perteneciente a la provincia de Pontevedra, en la comunidad autónoma de Galicia.

## Historia
Hacia mediados del siglo XIX, el lugar, referido por entonces como una feligresía, tenía contabilizada una población de 415 habitantes. Aparece descrito en el sexto volumen del Diccionario geográfico-estadístico-histórico de España y sus posesiones de Ultramar de Pascual Madoz con las siguientes palabras:

CATOIRA (San Miguel de): felig. cap. del ayunt. de su nombre en la prov. de Pontevedra (5 leg.), part. jud. de Caldas de Reyes (2), dióc. de Santiago (6): sit. en un valle formado por el r. Ulla hácia el O. y por las cord. del monte Giabre hácia los demas puntos del horizonte. Combátenla principalmente los aires del N. y S.; el clima es templado, y las enfermedades comunes alguna fiebres poco malignas. Tiene 89 casas repartidas en los l. de Aragunde, Barral, Casal de Mojos, Corredoira (donde reside el ayunt), Tras do Rio, y en el de su nombre, y escuela de primeras letras frecuentada por 40 niños, cuyo maestro percibe 1,000 rs. anuales. La igl. parr. bajo la advocacion de San Miguel, está servida por un cura de provision ordinaria en concurso: en el átrio de la igl. existe el cementerio, y á la falda del monte Giabre una ermita dedicada á San Cipriano. Para surtido de los vec. hay diversos manantiales de buenas aguas, tanto dentro de la pobl. como en varios puntos del térm. Confina este por N. felig. de Dimo; E. la de Abalo; S. la de Bamio, y O. el mencionado monte Giabre. El terreno participa de monte y llano y es de regular calidad: le atraviesa y fertiliza el riach. llamado Catoira, el cual nace en la referida montaña y va á desaguar en la ria de Arosa. Los caminos son locales y malos, hallándose tambien el que desde Santiago conduce á los pueblos que hay sobre la espresada ria, el cual tampoco es de facil tránsito: el correo se recibe en la estafeta de Padron (prov. de la Coruña). prod.: poco trigo y centeno, mucho maiz, legumbres, vino, hortaliza y otros frutos; sostiene ganado vacuno, lanar, cabrio y algun caballar; hay caza de conejos y perdices, y pesca de truchas. ind. y comercio: ademas de la agricultura, se cuentan varios molinos harineros y alfarerias de loza y vasijas bastas que se venden para la gente pobre en las felig. inmediatas. pobl.: 83 vec., 415 alm. contr.: con los demas pueblos del ayunt. (V.)
(Madoz, 1847, p. 261)

En 2022, tenía empadronados 1160 habitantes.

## Patrimonio
Hay en la parroquia una iglesia de San Miguel.